# Gustave Lagneau
Pour les articles homonymes, voir Lagneau.
Gustave Lagneau, né le 18 août 1827 à Paris et mort le 25 août 1896 à Paris, est un médecin et anthropologue français.

## Biographie
Fils du médecin Louis-Vivant Lagneau, Gustave Lagneau soutient sa thèse de doctorat en 1851. D'abord spécialisé dans l'étude des maladies vénériennes jusqu'en 1860, Gustave Lagneau se consacre presque exclusivement à l'anthropologie, l'hygiène et à la démographie. Il est l'auteur de très nombreux travaux sur ces questions, insistant entre autres sur le mélange des populations françaises (« races », dans le vocabulaire de l'époque). Membre de l'Académie de médecine, il fut Président de la Société d’Anthropologie de Paris en 1872 et Président à la session du Havre de l'Association française pour l'avancement des sciences en 1877. 
En dehors d'un important ouvrage Sur les maladies syphilitiques du système nerveux, il publie encore de nombreux mémoires insérés dans les Annales d'Hygiène, dans les Archives générales de Médecine et dans les  Bulletins et mémoires de la société d'anthropologie de Paris. 
Son ouvrage le plus important est Anthropologie de la France publié en 1879.

## Publications
- Sur les maladies syphilitiques du système nerveux, Labé, 1860
- Anthropologie de la France, Masson-Asselin, 1879

## Sources
- Bulletins de la Société d'anthropologie de Paris, Masson, 1896, p. 518-519
- J.-P. Lobies, « Lagneau (Gustave-Simon) » dans Dictionnaire de biographie française, vol. 19, Paris, 2001 [détail des éditions] , col. 257